# Дваріонас Баліс
Ба́ліс Дварьо́нас (лит. Balys Dvarionas; 6 (19 червня) 1904, Лієпая, Латвія — 23 серпня 1972, Вільнюс) — литовський композитор (симфонічні та фортепіянні твори), диригент, піаніст, педагог. Співавтор гімну Литовської ССР. 

## Біографія
Художник багатогранного обдарування, композитор, піаніст, диригент, педагог. Відіграв визначну роль у розвитку музичної культури Литви. Народився в багатодітній родині (11 дітей, з них 7 стали музикантами) органіста Домінікаса Дваріонаса. Першим учителем музики був батько, пізніше вчився в латвійського композитора Альфреда Кальниньша.
1924 закінчив Лейпцизьку консерваторію по класу фортепіяна,  1939 по класу диригування (екстерном). В 1925—1926 удосконалювався в піаніста Еґона Петрі в Берліні.
З 1926 року — викладач фортепіана в Каунаському музичному училищі, з 1933 року — у Каунаській консерваторії.
З 1928 року виступав як піаніст, в 1933 році гастролював у комуністичній Московщині (у Москві й Ленінграді).
В 1935—1938 роках — головний диригент симфонічного оркестру литовського радіо в Каунасі.
В 1940 році організував симфонічний оркестр у Вільнюсі. З 1949 року викладач у Державній консерваторії Литовської РСР у Вільнюсі (з 1947 професор).
В 1940—1941 й 1958—1961 роках — головний диригент симфонічного оркестру Литовської філармонії й всіх національних свят пісні.
Похований у Паланзі.
У Вільнюсі регулярно відбувається міжнародний конкурс молодих піаністів і скрипалів імені Баліса Дваріонаса, працює музична десятилітня школа імені Баліса Дваріонаса.

## Творчість
Створив багато творів різних жанрів, у тому числі:
- балет «Сватання» (лібрето Людаса Гіри; 1931, постановка 1933, Каунас),
- опера «Даля» (лібрето Йонаса Мацконіса за драмою Баліса Сруоґи; 1958, постановка 1959, Вільнюс),
- симфонія (1947),
- концерт для скрипки с оркестром (1948; Сталінська премія, 1949),
- 2 концерти для фортепіано (1960, 1962),
- концерт для валторни (1963),
- 2 увертюри (1946, 1967),
- інструментальні п'єси,
- хори, в тому числі «Свято пісні» (1965),
- романси, обробки народних пісень,
- музика для театру, до 6 спектаклів,
- музика до 6 кінофільмів, у тому числі до фільму «Комуністична Литва» (Сталінська премія, 1952),
- гімн Литовської РСР (співавтор Йонас Швядас, слова Антанаса Венцлови, 1950).

Більшість творів відносять до романтичного стилю, з опорою мелос народної музики.